# 유제놀
유제놀(eugenol, /ˈjuːdʒɪnɒl/), 유게놀, 오이게놀은 페닐프로펜의 액체이다. 유제놀은 페닐프로파노이드계 화합물에 속한다. 무색에서 엷은 노란색에 이르는 아로마 유액이며 특정한 방향유로부터, 특히 클로브 오일, 육두구, 계피, 바질, 월계수 잎으로부터 추출한다. 클로드 버드 오일의 80~90% 농축물, 클로브 잎 오일의 82~88%의 농축물에 존재한다.

## 생합성

유제놀의 생합성

## 독성
유제놀은 간독성이 있으며 이는 간에 위해를 줄 수 있음을 의미한다. 과다 복용은 가능하지만 혈변에서부터 경련, 설사, 구역질, 무의식, 어지럼증, 급속한 심박에 이르기까지 다양한 증상을 일으킬 수 있다. 1993년 출판된 보고서에 따르면 2세 소년은 5~10 밀리리터를 복용한 후 거의 사망에 이를 정도였다.

## 알레르기
유제놀은 향수에 사용하는 것이 제한되는데 일부 사람들이 그에 민감해질 수 있기 때문이지만 유제놀이 인간에 미치는 알레르기 반응을 일으키는 정도에 대해서는 논란의 여지가 있다.

## 자연 발생
유제놀은 여러 식물에서 자연적으로 발생하며 다음을 포함한다:
- 정향나무 (Syzygium aromaticum)[13][14][15]
- 쑥속
- 계피[14][16]
- Cinnamomum tamala[17]
- 육두구 (Myristica fragrans)[18]
- 바질 (sweet basil)[19]
- Ocimum gratissimum (African basil)[20][21]
- Ocimum tenuiflorum (syn. Ocimum sanctum, tulsi or holy basil)
- 붓순나무[22]
- 레몬밤[23]
- 딜
- Pimenta racemosa
- 바닐라
- 월계수
- 셀러리
- 생강